# Kismet (The Mastersounds)
| Recensione | Giudizio |
| ---------- | -------- |
| AllMusic   |          |

Kismet è un album a nome The Mastersounds, pubblicato dall'etichetta discografica Pacific Jazz Records nell'ottobre del 1958 .

## Tracce

### LP
Lato A
Musiche di Aleksandr Porfir'evic Borodin; adattamento musicale di Robert Wright e George Forrest.
1. Overture – 6:47
2. Gesticulate & Rhymes Have I – 2:56
3. Olive Tree – 4:58
4. Not Since Nineveh – 7:20

Lato B
Musiche di Aleksandr Porfir'evic Borodin; adattamento musicale di Robert Wright e George Forrest.
1. Baubles, Bangles, and Beads – 3:25
2. Fate – 5:16
3. And This Is My Beloved – 6:22
4. Stranger in Paradise – 4:51

## Musicisti
- Wes Montgomery – chitarra
- Monk Montgomery – basso elettrico Fender
- Buddy Montgomery – vibrafono
- Richie Crabtree – piano
- Benny Barth – batteria

Note aggiuntive
- Richard Bock – produttore
- Registrazione effettuata al Forum Theater di Los Angeles, California
- William Claxton – foto copertina album originale
- Hal Crippen – design copertina album originale
- Russ Wilson – note retrocopertina album originale [4]